# Eusebio Ochoa
Eusebio Ochoa Isaza, músico y compositor colombiano, nació en Concepción, Antioquia el 2 de octubre de 1880 y falleció en Medellín el 24 de septiembre de 1955.

## Biografía

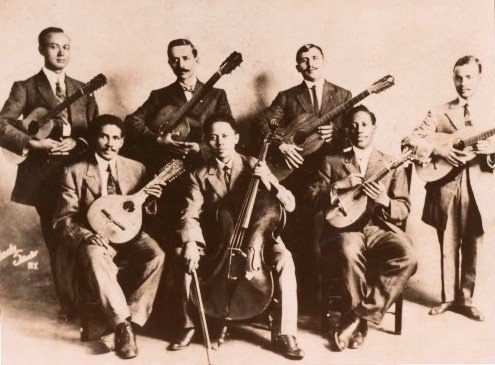
La Lira Antioqueña, Julio 1910 Nueva York, Estados Unidos. Foto tomada por Apeda Studio.

Eusebio Ochoa y su contrabajo

Desde 1886 su familia se estableció en Medellín, ciudad en donde realizó sus estudios primarios y algunos secundarios. Perteneció a una familia de músicos: su padre, don Eusebio Martiniano Ochoa Uribe, fue corista en Envigado y su madre, doña María Antonia Isaza Aguilar, cantaba e interpretaba la guitarra. Su primera composición “Virgencita, me voy a la guerra” nace de su alistamiento en las tropas gubernamentales durante la guerra de los “Mil Días” hasta 1901. Compone luego una serie de importantes obras con seudónimo de “Pepe”, especialmente pasillos y bambucos, entre los cuales se encuentran “Tu risa”, “Dulce luna”, “Palomita helada”, “La canción del regreso”, y la que le permitió los máximos reconocimientos, el bambuco “El profesor de canto” sobre unos versos de Carlos Sáenz Echeverría. También utilizó el seudónimo de “Alejandro Leprevost” y muchas veces no firmó sus composiciones.
Fue integrante del grupo típico La Lira Antioqueña, el cual fue fundado en Medellín en 1903. Este grupo llega a Nueva York, Estados Unidos en julio de 1910, invitado a grabar por la Columbia Phonograph Company (hoy conocida como Columbia Records). De este viaje resultan ocho discos dobles de diez pulgadas (78 RPM), y entre ellos se encuentra el disco C875, el cual incluye la primera grabación del Himno Nacional, en homenaje al primer centenario de la independencia de Colombia. También en aquel viaje, el maestro Ochoa a dúo con Leonel Calle y Enrique Gutiérrez, "Cabecitas", graban otros diez discos dobles. La descripción detallada de todas estas grabaciones se encuentra en el "1912 Columbia Double Records Catalog". 
A su regreso a Medellín entró a formar parte de la Lira Unión como guitarrista y en 1911 ingresó a al Instituto de Bellas Artes. Discípulo del maestro vasco Jesús Arriola en temas musicales y solfeo y de Luis Mondragón en la interpretación del contrabajo, instrumento del que se le consideraba el mejor ejecutante de Medellín en su época. Años más tarde sería profesor en dicha institución hasta convertirse en el decano de los profesores. Perteneció a la Banda Departamental y diferentes orquestas como contrabajista. Además fue Maestro de Coro de la Catedral Metropolitana.
El maestro Eusebio Ochoa es tataranieto de don Lucas Javier Ochoa y Tirado y doña María Ignacia Arango Roldán, y también es descendiente de don José Antonio Isaza Atuesta, uno de los fundadores de Envigado, Antioquia. El maestro Eusebio Ochoa tuvo 18 hijos; nueve hijos de su primer matrimonio con doña Mercedes Saldarriaga, entre los cuales fueron de renombre en Medellín el médico Eusebio 'Chebo' Ochoa y el pintor acuarelista Horacio Ochoa. Al enviudar, se casó por segunda vez con doña Flor María Cárdenas Muñoz y entre sus otros nueve hijos se encuentra uno de los más reconocidos compositores colombianos de la actualidad, el Maestro Héctor Ochoa Cárdenas.